# Colour of Love
Colour of Love è un singolo del gruppo musicale tedesco Snap!, pubblicato il 9 dicembre 1991 come primo estratto dal secondo album in studio The Madman's Return.

## Tracce
7" Single
1. Colour of Love (Massive 7"/Radio) – 3:57
2. Colour of Love (Smoove 7") – 3:59

CD Maxi
1. Colour of Love (Massive 7") – 3:57
2. Colour of Love (Massive Version) – 5:30
3. Colour of Love (String Mix) – 5:05
4. Colour of Love (Smoove Version) – 5:29

## Classifiche

### Classifiche settimanali
| Classifica (1991/92) | Posizione massima |
| -------------------- | ----------------- |
| Austria              | 4                 |
| Belgio (Fiandre)     | 14                |
| Danimarca            | 8                 |
| Europa               | 8                 |
| Finlandia            | 20                |
| Germania             | 9                 |
| Grecia               | 8                 |
| Italia               | 3                 |
| Norvegia             | 6                 |
| Nuova Zelanda        | 36                |
| Paesi Bassi          | 6                 |
| Portogallo           | 3                 |
| Regno Unito          | 54                |
| Spagna               | 5                 |
| Svezia               | 6                 |
| Svizzera             | 4                 |

### Classifiche di fine anno
| Classifica (1992) | Posizione |
| ----------------- | --------- |
| Austria           | 29        |
| Germania          | 45        |
| Italia            | 25        |
| Paesi Bassi       | 65        |
| Svizzera          | 39        |